# Dorotheenstraße 23 (Magdeburg)

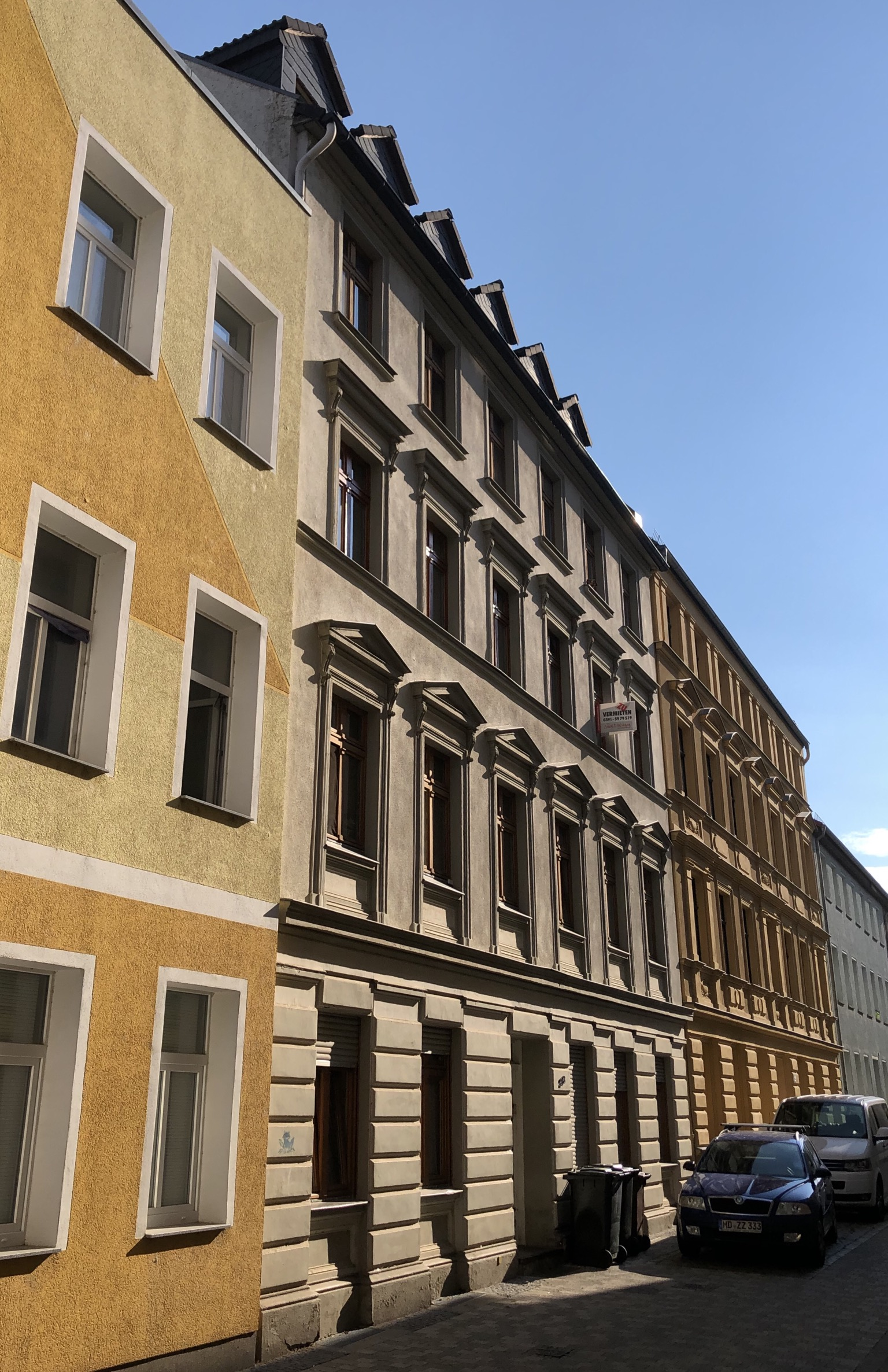
Wohnhaus Dorotheenstraße 23

Das Gebäude Dorotheenstraße 23 ist ein denkmalgeschütztes Wohnhaus in Magdeburg in Sachsen-Anhalt.

## Lage
Es befindet sich auf der Südseite der Dorotheenstraße im Magdeburger Stadtteil Buckau. Westlich grenzt das gleichfalls denkmalgeschützte Haus Dorotheenstraße 22 an.

## Architektur und Geschichte
Der viergeschossige Bau wurde im Jahr 1883 vom Maurermeister A. Bercht errichtet, der auch Eigentümer des Hauses war. Die sechsachsige Fassade ist mit antikisierenden Elementen verziert. Am Erdgeschoss befindet sich eine Rustizierung. Oberhalb der Fensteröffnungen des ersten Obergeschosses sind Dreiecksgiebel, im zweiten Obergeschoss Kragplatten angebracht. Die Gestaltung gilt als typisch für die Zeit um 1880.
Im örtlichen Denkmalverzeichnis ist das Wohnhaus unter der Erfassungsnummer 094 82601 als Baudenkmal verzeichnet.
Das Gebäude ist als Teil der erhaltenen gründerzeitlichen Straßenzeile prägend für das Straßenbild und gilt als Beispiel für einfache Wohnverhältnisse im Industrieort Buckau.